# Трогони
Трогони (лат. Trogoniformes) представља ред птица са само једном, истоименом породицом (лат. Trogonidae). Породица има седам родова и 46 врста које настањују тропске шуме Африке, Индије, Југоисточне Азије, Средње и Јужне Америке, а највећи део дана проводе на дрвећу. Ретко се задржавају на тлу. Имају кратке и слабе ноге и нису добри тркачи. Неке врсте су врло угрожене уништавањем њихових станишта. Међу њима је и дугорепи квецал, национални симбол Гватемале.

## Обележја
Трогони су птице са шареним перјем. Врло су мирне, и кад седе на грани тешко их је уочити. Мужјаци су изразитих боја, док су женке мање упадљиве. Перје им је меко и паперјасто. У дугачком репу имају дванаест пера од којих су по три са сваке стране краћа од унутрашњих. Дужина репних пера варира од врсте до врсте, у распону од 25 до готово 80 cm. С горње стране тела перје има метални одсјај смарагдно зелене, зелене, плаве, а понекад и смеђе боје. С доње стране је често црвено, плаво, жуто или бело. Крила су им јако заобљена и уска, а пера на њима срполико савијена. Два прста су окренута према напред, а два према назад. Друге птице имају први и четврти прст окренут према назад, али код трогона су према назад окренута прва два прста. Код корена кљуна који је широк и снажан перје им прелази у чврсте чекиње које изгледају као чуперак. Младунце у прво време хране инсектима и другим бескичмењацима, док се одрасли хране различитим бобицама и воћем.

## Еволуција и таксономија
Положај трогона унутар класе Aves био је дугогодишња мистерија. Предложени су различити односи, укључујући папагаје, кукавице, тукане, јакамаре и пуховкиње, модровране, сове и легњева. Новији морфолошки и молекуларни докази указују на везу са мишјакињама. Јединствени распоред прстију на стопалу (види морфологија и лет) је многе навео да сматрају да трогони немају блиских рођака и да их стављају у засебан ред, можда са сличним атипичним мишјакињама као најближим сродницима.
Најранији формално описани фосилни узорак је лобања из раног еоцена у Данској (од пре 54 милиона година). Остали трогониформни фосили нађени су у депозитима Меселске јаме средњег еоцена у Немачкој (од пре 49 милиона година), и у олигоценским и миоценским депозитима из Швајцарске и Француске. Најстарији фосил трогона Новог света је из релативно новијег плеистоцена (мање од 2,588 милиона година).
Сматрало се да породица води порекло из Старог света, упркос садашњег богатства породице, која је разноврснија у неотропском Новом свету. ДНК евиденција изгледа да подржава афричко порекло трогона, при чему је афрички род Apaloderma базалан у породици, а друга два рода, азијски и амерички, су се одвојили пре између 20-36 милиона година. Новије студије показују да ДНК докази дају контрадикторне резултате у погледу базалних филогенетских односа; тако да је тренутно непознато да ли су сви постојећи трогони потомци афричког или америчког претка или иједног од њих.

## Систематика
| - Apaloderma - Apaloderma vittatum - Apaloderma aequatoriale - Apaloderma narina - Euptilotis - Euptilotis neoxenus - Harpactes - Harpactes diardii - Harpactes whiteheadi - Harpactes fasciatus - Harpactes oreskios - Harpactes ardens - Harpactes wardi - Harpactes duvaucelii - Harpactes erythrocephalus - Harpactes kasumba - Harpactes orrhophaeus - Apalharpactes - Apalharpactes mackloti - Apalharpactes reinwardtii - Pharomachrus - Pharomachrus fulgidus - Pharomachrus auriceps - Pharomachrus antisianus - Pharomachrus pavoninus - Pharomachrus mocinno - Priotelus - Priotelus temnurus - Priotelus roseigaster | - Trogoni - Trogon bairdii - Trogon curucui - Trogon mexicanus - Trogon aurantiiventris - Trogon citreolus - Trogon collaris - Trogon elegans - Trogon personatus - Trogon massena - Trogon rufus - Trogon melanocephalus - Trogon melanurus - Trogon clathratus - Trogon surrucura - Trogon violaceus - Trogon comptus - Trogon viridis - Trogon chionurus - Trogon ramonianus - Trogon caligatus - Trogon ambiguus - Trogon surrucura - Trogon mesurus |